# Eleutério Francisco de Sousa
Eleutério Francisco de Sousa (São Miguel da Terra Firme, Biguaçu, c. 1806 — Desterro, 14 de maio de 1870) foi um advogado provisionado e político brasileiro.
Filho de Lourenço Francisco de Sousa e de Inácia Maria de Jesus, casou com Joaquina Cândida de Azevedo.
Filiado ao Partido Liberal, foi deputado à Assembleia Legislativa Provincial de Santa Catarina na 10ª legislatura (1854 — 1855), na 11ª legislatura (1856 — 1857), na 15ª legislatura (1864 — 1865), na 16ª legislatura (1866 — 1867), e na 17ª legislatura (1868 — 1869).